# Division 1 1944/45
Die Division 1 1944/45 war die sechste und letzte Austragung der französischen Fußballliga während des Zweiten Weltkriegs, der Besetzung Frankreichs durch die deutsche Wehrmacht und der nachfolgenden Aufteilung des nach Annexion von Elsass und Teilen Lothringens verbleibenden Gebietes in eine freie, eine besetzte und eine verbotene Zone (zone libre, zone occupée, zone interdite). Diese Spielzeit fand gleichzeitig mit der Befreiung des Landes nach der Landung der Alliierten in der Normandie statt. Diese sogenannten „Kriegsmeisterschaften“ (championnats de guerre) zwischen 1939 und 1945 zählen – anders als im Landespokal – nicht als offizielle Wettbewerbe, und die jeweiligen Sieger einer von deren Spielzeiten haben demzufolge auch keinen offiziellen Titel gewonnen.
Mit der diesjährigen Austragung wurde das von Colonel Pascot, dem Generalkommissar für Erziehung und Sport in der französischen Vichy-Regierung, durchgesetzte Experiment aus der Vorsaison wieder abgeschafft, als sämtliche Vereinsmannschaften durch sogenannte „Bundesauswahlen“ (équipes fédéraux) ersetzt worden waren, die jeweils nach einer – teilweise historischen – Landschaft benannt wurden. Stattdessen spielten wieder Klubteams, die in zwei nach geographischen Gesichtspunkten zusammengestellten Zwölfer-Staffeln antraten, um die Meisterschaft. Von den 32 Mannschaften, die in der Saison zwei Jahre zuvor in der Division 1 vertreten gewesen waren, fehlten drei (FC Sochaux, AC Amiens, AS Troyes-Savinienne) aus dem besetzten und fünf (FC Grenoble, ESA Brive, FC Annecy, USA Perpignan, AS Avignon) aus dem „freien“ Frankreich; außerdem nahm der SC Fives aufgrund seiner Fusion mit dem Lokalrivalen Olympique Iris Club Lille zum OSC Lille nicht mehr teil. Dafür war mit der US Valenciennes-Anzin eine Mannschaft neu dazugekommen.

## Vereine
- Gruppe Nord: Excelsior AC Roubaix, OSC Lille, US Valenciennes-Anzin, Racing Lens, Stade Reims, Red Star Olympique, Racing Paris, Stade Français Paris, FC Rouen, Le Havre AC, US Le Mans, Stade Rennes UC
- Gruppe Süd: der umbenannte Stade Clermont, AS Saint-Étienne, Lyon OU, Girondins ASP Bordeaux, Toulouse FC, FC Sète, SO Montpellier, Olympique Alès, Olympique Nîmes, Olympique Marseille, OGC Nizza, AS Cannes

Es galt die Zwei-Punkte-Regel; bei Punktgleichheit gab der Torquotient den Ausschlag für die Platzierung. Mit insgesamt 1.127 Treffern in den 261 nicht am „grünen Tisch“ entschiedenen Matches ergab sich ein Mittelwert von 4,3 Toren pro Partie.

## Gruppe Nord
Die Elf aus Rouen setzte sich am Ende recht souverän gegen seine hauptsächlichen Verfolger durch; dazu hatte einerseits ihre Heimstärke beigetragen – die „Roten Teufel“ gaben zuhause lediglich zwei Punkte ab, die hauptsächlichen Verfolger Lens und Red Star allerdings auch nur je drei –, mehr aber noch ihre Leistungen in den gegnerischen Stadien, wo sie sieben Siege bei nur drei Niederlagen einfuhren. Damit konnten schließlich auch die beiden angriffsstärksten Teams der Gruppe, Reims und Lille, nicht Schritt halten, zumal diese sich zuhause auch Punktverluste gegen vermeintlich leichte Gegner leisteten. Am unteren Ende der Tabelle waren insbesondere Roubaix und Le Havre frühzeitig abgeschlagen, wobei Excelsior bereits während der Rückrunde in Fusionsverhandlungen mit anderen Vereinen aus Roubaix und Tourcoing stand, aus denen dann zur folgenden Spielzeit der CO Roubaix-Tourcoing hervorgehen sollte.
| Pl. | Verein                | Sp. | S  | U | N  | Tore    | Quote | Punkte |
| --- | --------------------- | --- | -- | - | -- | ------- | ----- | ------ |
| 1.  | FC Rouen              | 22  | 16 | 3 | 3  | 054:230 | 2,35  | 35:90  |
| 2.  | Racing Lens           | 22  | 14 | 2 | 6  | 058:320 | 1,81  | 30:14  |
| 3.  | Red Star Olympique    | 22  | 13 | 4 | 5  | 054:330 | 1,64  | 30:14  |
| 4.  | Stade Reims           | 22  | 12 | 4 | 6  | 070:300 | 2,33  | 28:16  |
| 5.  | OSC Lille             | 22  | 14 | 0 | 8  | 069:370 | 1,86  | 28:16  |
| 6.  | Racing Club Paris     | 22  | 10 | 4 | 8  | 055:450 | 1,22  | 24:20  |
| 7.  | US Valenciennes-Anzin | 22  | 11 | 1 | 10 | 048:450 | 1,07  | 23:21  |
| 8.  | Stade Rennes UC       | 22  | 6  | 5 | 11 | 036:650 | 0,55  | 17:27  |
| 9.  | Stade Français Paris  | 22  | 4  | 6 | 12 | 030:510 | 0,59  | 14:30  |
| 10. | US Le Mans            | 22  | 5  | 3 | 14 | 029:640 | 0,45  | 13:31  |
| 11. | Excelsior AC Roubaix  | 22  | 2  | 7 | 13 | 032:650 | 0,49  | 11:33  |
| 12. | Le Havre AC           | 22  | 3  | 3 | 16 | 026:710 | 0,37  | 09:35  |

| Nord                  | ROU | LEN | RSP | REI | LiL | RCP  | VAL | REN | FRA | MAN  | ROU | HAV |
| FC Rouen              |     | 2:1 | 5:1 | 3:3 | 3:1 | 5:1  | 3:1 | 6:1 | 1:1 | 5:1  | 2:0 | 2:1 |
| Racing Lens           | 0:1 |     | 1:0 | 3:2 | 2:1 | 2:0  | 6:2 | 1:1 | 4:1 | 9:0  | 7:0 | 5:0 |
| Red Star Olympique    | 2:2 | 5:1 |     | 0:5 | 2:0 | 2:1  | 8:3 | 5:2 | 4:1 | 1:0  | 3:1 | 8:2 |
| Stade Reims           | 4:0 | 1:0 | 3:3 |     | 4:2 | 9:2  | 1:2 | 0:3 | 3:1 | 10:1 | 5:1 | 5:0 |
| OSC Lille             | 1:0 | 4:0 | 1:2 | 3:1 |     | 2:3  | 3:0 | 3:0 | 2:0 | 3:0  | 5:3 | 9:2 |
| Racing Club Paris     | 2:0 | 4:1 | 0:0 | 1:1 | 4:3 |      | 1:6 | 2:3 | 2:4 | 4:2  | 5:3 | 5:0 |
| US Valenciennes-Anzin | 1:2 | 1:2 | (a) | 1:0 | 3:2 | 0:2  |     | 4:0 | 3:3 | 3:1  | 2:0 | 2:1 |
| Stade Rennes UC       | 0:2 | 1:1 | 1:1 | 0:6 | 0:7 | 2:5  | 2:5 |     | 2:4 | 4:0  | 3:3 | 4:1 |
| Stade Français Paris  | 0:3 | 0:3 | 1:2 | 0:4 | 1:2 | (b)  | 1:3 | 0:1 |     | 1:3  | 5:2 | 2:2 |
| Le Mans UC            | 0:3 | 1:2 | 0:1 | 0:2 | 1:4 | 0:0  | 4:1 | 7:3 | 2:2 |      | 2:2 | 2:0 |
| Excelsior AC Roubaix  | 1:3 | 3:4 | 0:4 | 1:1 | 4:6 | 0:0  | 2:1 | 2:2 | 1:1 | 1:2  |     | (c) |
| Le Havre AC           | 0:1 | 2:3 | 3:0 | 3:0 | 2:5 | 0:10 | 1:4 | 0:1 | 1:1 | 3:0  | 2:2 |     |

## Gruppe Süd
Der Saisonverlauf war von einem Kopf-an-Kopf-Rennen der Mannschaften aus Lyon und Bordeaux um den Gruppensieg geprägt, die sich deutlich von den anderen Konkurrenten abzusetzen vermochten. Die beiden unmittelbaren Aufeinandertreffen sahen jeweils einen Sieg der Heimelf (4:0 in Bordeaux und 5:1 in Lyon); in diesem Zweikampf behielt Lyon OU schließlich nur dank seines allerdings deutlich besseren Torquotienten die Oberhand. Punktgleichheit bestand nach 22 Spieltagen auch im Duell um Rang drei zwischen Sète und Clermont, die Marseille noch hinter sich lassen konnten, dessen Stürmer Emmanuel Aznar beim 7:3-Sieg gegen Saint-Étienne gleich fünf Mal erfolgreich war. Auch ein anderer Torjäger machte von sich reden: Alès' Marcel Rouvière erzielte insgesamt 17 Treffer und damit exakt die Hälfte aller Tore seiner Elf.
| Pl. | Verein                 | Sp. | S  | U | N  | Tore    | Quote | Punkte |
| --- | ---------------------- | --- | -- | - | -- | ------- | ----- | ------ |
| 1.  | Lyon OU                | 22  | 14 | 6 | 2  | 062:220 | 2,82  | 34:10  |
| 2.  | Girondins ASP Bordeaux | 22  | 16 | 2 | 4  | 074:350 | 2,11  | 34:10  |
| 3.  | FC Sète                | 22  | 10 | 6 | 6  | 044:340 | 1,29  | 26:18  |
| 4.  | Stade Clermont         | 22  | 11 | 4 | 7  | 048:390 | 1,23  | 26:18  |
| 5.  | Olympique Marseille    | 22  | 11 | 2 | 9  | 058:470 | 1,23  | 24:20  |
| 6.  | Toulouse FC            | 22  | 9  | 4 | 9  | 057:560 | 1,02  | 22:22  |
| 7.  | SO Montpellier         | 22  | 9  | 3 | 10 | 041:580 | 0,71  | 21:23  |
| 8.  | AS Saint-Étienne       | 22  | 6  | 5 | 11 | 045:540 | 0,83  | 17:27  |
| 9.  | OGC Nizza              | 22  | 7  | 3 | 12 | 034:450 | 0,76  | 17:27  |
| 10. | Olympique Nîmes        | 22  | 5  | 5 | 12 | 042:650 | 0,65  | 15:29  |
| 11. | Olympique Alès         | 22  | 6  | 3 | 13 | 034:610 | 0,56  | 15:29  |
| 12. | AS Cannes              | 22  | 5  | 3 | 14 | 027:500 | 0,54  | 13:31  |

| Süd                    | LYO | BOR | SÈT | CLE | MAR | TOU | MON | ÉTI | NIZ | NÎM | ALÈ | CAN |
| Lyon OU                |     | 5:1 | 0:0 | 7:1 | 3:0 | 8:2 | 2:0 | 3:0 | 3:0 | 2:0 | 6:2 | 6:1 |
| Girondins ASP Bordeaux | 4:0 |     | 2:1 | (d) | 2:3 | 4:0 | 7:2 | 2:2 | 2:2 | 8:3 | 3:1 | 5:1 |
| FC Sète                | 1:1 | 2:0 |     | (e) | 3:1 | 3:1 | 0:3 | 5:2 | 2:2 | 7:1 | 4:0 | 0:0 |
| Stade Clermont         | 1:1 | 3:2 | 3:1 |     | 6:0 | 3:2 | 1:0 | 2:1 | 3:0 | (f) | 2:2 | 3:0 |
| Olympique Marseille    | 1:3 | 0:3 | 5:2 | 1:1 |     | 6:1 | 8:3 | 7:3 | 3:1 | 3:1 | 9:0 | 2:0 |
| Toulouse FC            | 1:2 | 1:2 | 1:1 | 2:4 | 6:2 |     | 4:3 | 3:3 | 5:0 | 5:2 | 6:1 | 4:2 |
| SO Montpellier         | 1:0 | 1:6 | 0:2 | 3:1 | 2:1 | 2:2 |     | 5:4 | 4:2 | 2:2 | 1:5 | 0:1 |
| AS Saint-Étienne       | 2:2 | 1:4 | 2:3 | 3:1 | 2:1 | 0:0 | 3:4 |     | 2:0 | 5:1 | 6:0 | 2:1 |
| OGC Nizza              | 0:1 | 1:4 | 3:1 | 1:0 | 4:1 | 2:1 | 0:1 | 5:0 |     | 3:0 | 2:4 | 1:0 |
| Olympique Nîmes        | 2:2 | 2:6 | 0:2 | 2:1 | 2:1 | 1:3 | 5:1 | 2:2 | 3:3 |     | 1:0 | 6:2 |
| Olympique Alès         | 1:1 | 2:5 | 3:0 | 1:3 | 0:1 | 2:3 | 2:2 | 1:0 | 3:1 | 1:3 |     | 3:2 |
| AS Cannes              | 1:4 | (g) | 2:2 | 2:2 | 1:3 | 3:4 | 0:1 | 2:0 | 2:1 | 3:0 | (h) |     |

## Endspiel der Gruppensieger und Spielerkader
Am 24. Juni 1945 trafen der FC Rouen und Lyon OU im Stade Olympique Yves-du-Manoir von Colombes aufeinander, um die beste Mannschaft dieser Saison zu ermitteln. Dieses Endspiel entschied Rouen mit 4:0 deutlich für sich.
Rouens Aufgebot während dieser Spielzeit bestand aus folgenden Akteuren (in Klammern: Zahl der Punktspieleinsätze): Torhüter Alfred Dambach (21), René Bessé (22), Maurice Blondel (21), Castel (3), Edmond Delfour (11), Jean Duhamel (15), Feiler (14), Michel Jacques (10), Claude Le Prévost (18), Leroux (1), Roger Magnin (14), José Mandaluniz (17), Matussière (6), Pignault (10), Roger Rio (22), André Rivière (14), Taillis (6), Taurin (1), Antonio Véla (16). Trainer der Mannschaft war der Engländer Sid „George“ Kimpton.

## Erfolgreichste Torschützen
In der Nordgruppe erzielten René Bihel für Lille und Pierre Sinibaldi für Reims jeweils 30 Treffer; ihnen folgten André Simonyi von Red Star mit 29, Jules Léglise (Valenciennes) mit 22 und Stefan Dembicki, genannt „Stanis“ (Lens) mit 17 Torerfolgen. In der Südgruppe waren Roger Planté aus Bordeaux mit 25, Désiré Koranyi aus Sète mit 22 sowie gemeinsam Santiago Urtizberea (Bordeaux), Alfred Gérard (Lyon) und Louis de Maréville (Marseille) mit je 18 Treffern die torgefährlichsten Angreifer der ersten Division.